# Haabet
Haabet er en amerikansk stumfilm fra 1910 af D. W. Griffith.

## Medvirkende
- Arthur V. Johnson
- Linda Arvidson
- Gladys Egan
- Mary Pickford
- Charles West